# Raionul Codâma, județul Râbnița
Raionul Codâma a fost unul din cele patru raioane ale județului Râbnița din Guvernământul Transnistriei între 1941 și 1945.